# 本特利海崖
本特利海崖（英語：Buntley Bluff），是南極洲的海崖，位於維多利亞地的希拉里海岸，長4公里，美國地質調查局根據測量和該國海軍的空中照片繪入地圖，現時由南極條約體系管理。